# Croc'Noces
Albums de Les Ogres de Barback
Fausses notes & Repris de Justesse
(2000) Un air, deux familles
(2002)
Croc'Noces est le quatrième album des Ogres de Barback de 2001.

## Contributions et influences
Le titre La Manche fait référence aux débuts de Sam et Fredo, avant que leurs sœurs ne se joignent à eux, alors qu'ils faisaient la manche pour essayer de se faire remarquer

## Titres
| No  | Titre                          | Durée |
| --- | ------------------------------ | ----- |
| 1.  | La Manche                      | 3:21  |
| 2.  | Monde en or                    | 4:53  |
| 3.  | Avril et toi                   | 4:42  |
| 4.  | Grosse tortue                  | 2:50  |
| 5.  | Allez !                        | 1:02  |
| 6.  | Rue du temps                   | 2:59  |
| 7.  | Vue d'ensemble                 | 3:48  |
| 8.  | Fainéant                       | 2:29  |
| 9.  | Sue                            | 4:06  |
| 10. | Latchoska                      | 4:40  |
| 11. | Tatie                          | 2:47  |
| 12. | Jeanette                       | 1:22  |
| 13. | Flûte                          | 4:07  |
| 14. | Vieux temps                    | 4:30  |
| 15. | Assassins                      | 0:42  |
| 16. | Les Amants sans nuits          | 2:13  |
| 17. | L'Éducation du corps des porcs | 4:48  |